# آگاممنون ۹۱۱

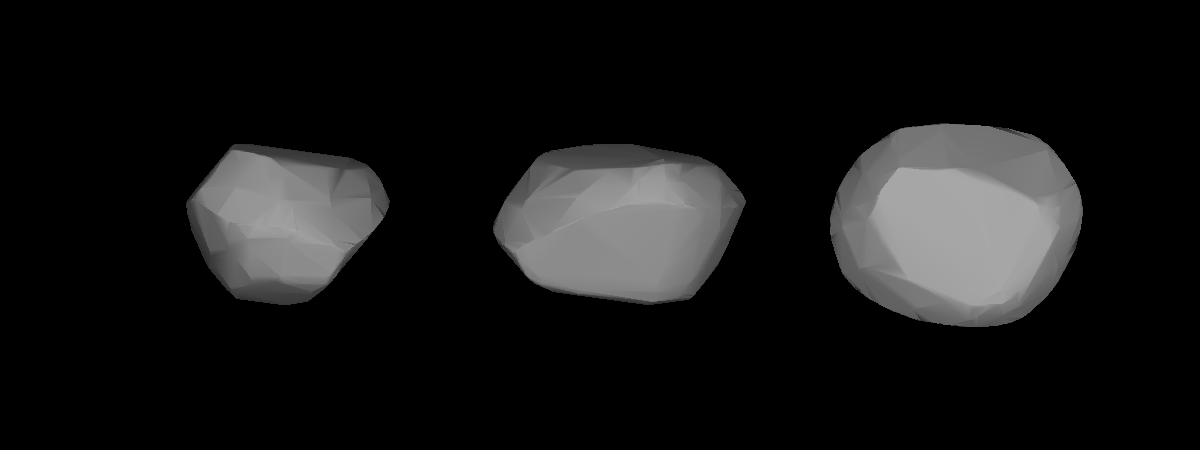
مدل سه‌بُعدی سیارک آگاممنون ۹۱۱ بر اساس منحنی نور آن

سیارک ۹۱۱ (به انگلیسی: 911 Agamemnon، نامگذاری:1919FD) نهصد و یازدهمین سیارک کشف شده‌است که در ۱۹ مارس ۱۹۱۹ و در هایدلبرگ کشف شد.
قدر مطلق سیارک برابر ۷٫۸۹ است.